# Белорусским партизанам (сборник)
«Белорусский партизан» — сборник Янки Купалы, изданный в 1942 году газетой «Советская Беларусь».

## Описание
Посмертно изданный сборник открывается вступительной статьей «Памяти Янки Купалы». В сборник вошли статья «Паднялася Беларусь» и пять стихотворений: «Белорусские партизаны», «Паўстаў народ», «Хлопчык і лётчык на вайне», «Грабежнік», «У нас снова будет счастье и свобода». Стихи отличаются открытой агитационной направленностью, публицистически-призывным характером.